# Albe (Massa d'Albe)
Albe è una frazione del comune italiano di Massa d'Albe (AQ), in Abruzzo. I resti del borgo medievale sovrastano il sito archeologico di Alba Fucens.

## Geografia fisica

### Territorio
I ruderi del borgo medievale, distrutto dal terremoto della Marsica del 1915, si trovano alle pendici della collina di San Nicola a 1 010 m s.l.m. Il paese nuovo è stato ricostruito più in basso vicino al sito archeologico di Alba Fucens. L'area è dominata a nord dalle vette del monte Velino.

## Storia
(Buccio di Ranallo)

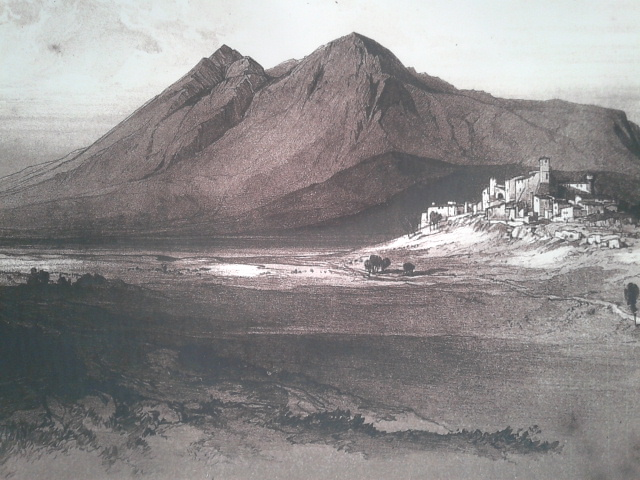
Parte del disegno di Edward Lear (Viaggio nell'Abruzzo romantico, 1843-1844)

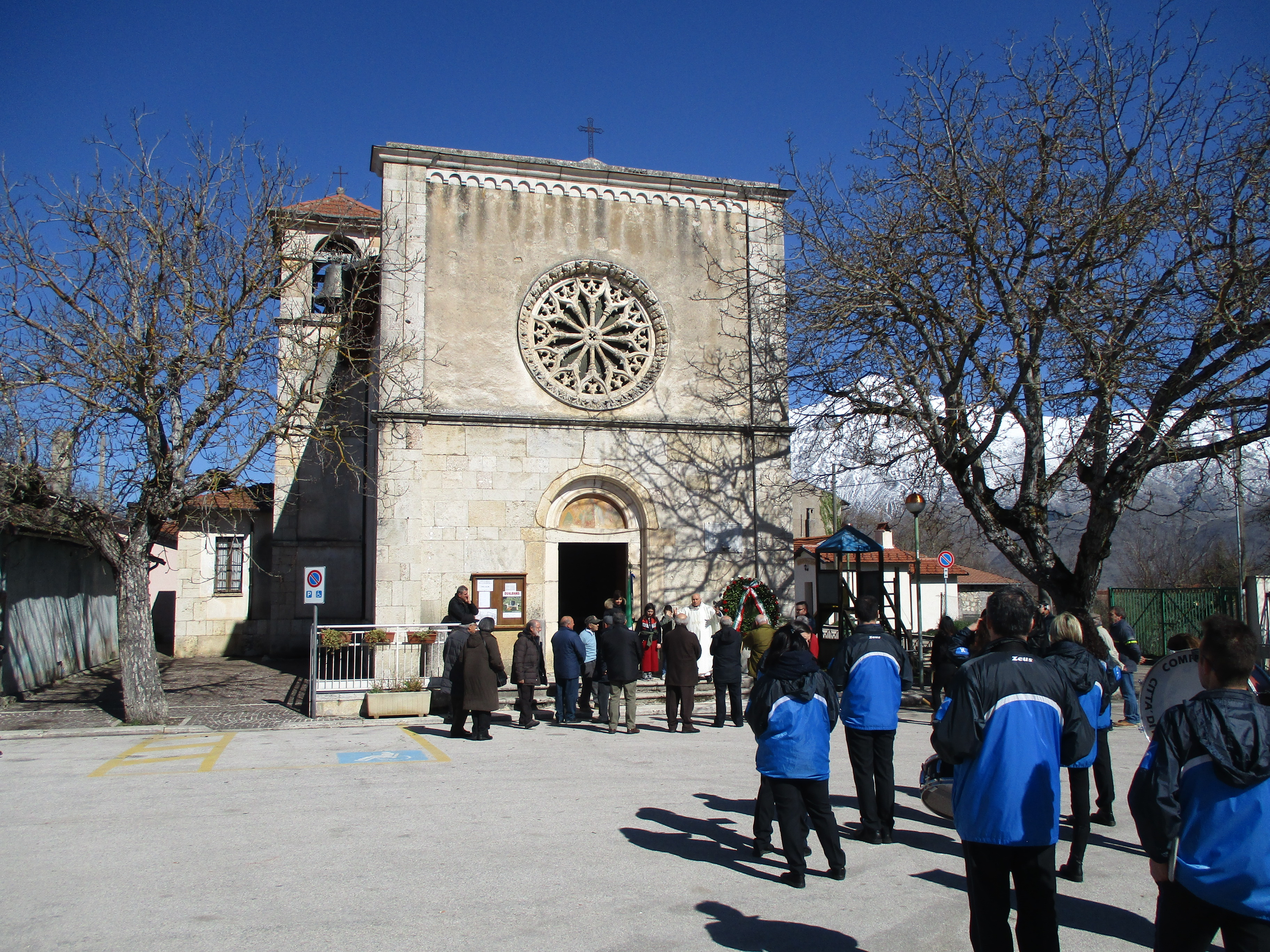
Chiesa di San Nicola

Nel Medioevo la cittadella divenne capoluogo dell'omonima contea che fu governata dai conti dei Marsi per poi passare sotto il controllo dei Durazzo e poi degli Orsini. Nei dintorni, presso i piani Palentini, il 23 agosto del 1268 si svolse la battaglia di Tagliacozzo. Albe, avendo parteggiato per i ghibellini di Corradino di Svevia che uscirono sconfitti, fu fatta devastare da Carlo I d'Angiò per ritorsione.
Passata agli inizi del XV secolo per investitura di Giovanna II di Napoli e per volontà di Papa Martino V ai Colonna, nella persona di Lorenzo Onofrio e poi di suo figlio Odoardo che, pur mantenendone il titolo ne dovette cedere il controllo agli Orsini per alcuni decenni dello stesso secolo. Dal 1496, anno della morte di Ferdinando II d'Aragona con la conseguente salita al trono di Federico I di Napoli, i titoli di conte di Albe e duca di Tagliacozzo vennero definitivamente confermati ai Colonna che possedettero gran parte dei territori della Marsica.
In seguito Albe perse man mano importanza essendo dapprima assoggettata all'universitas di Massa Corona, la contemporanea Massa d'Albe, poi ad Avezzano, divenuta sede dei nuovi feudatari fino all'eversione feudale del 1806.
Tra il XVI e il XVIII secolo furono redatte alcune pergamene a scopo ecclesiastico di rilevanza storica per Albe e per la diocesi dei Marsi.
Nel 1915 il borgo medievale fu distrutto e abbandonato in seguito al terremoto della Marsica. I geologi a causa della gravità della distruzione e della consistenza delle macerie ritennero di ricostruire la nuova area urbana più a valle, a ridosso del sito archeologico di Alba Fucens.
Durante la seconda guerra mondiale il feldmaresciallo Albert Kesselring stabilì il quartier generale delle SS nel castello medievale di Albe che tornò a svolgere, dopo oltre un secolo dall'eversione feudale, una funzione militare.
A cominciare dagli anni novanta una parte del borgo medievale è stata oggetto di alcuni lavori di restauro architettonico.

## Monumenti e luoghi d'interesse

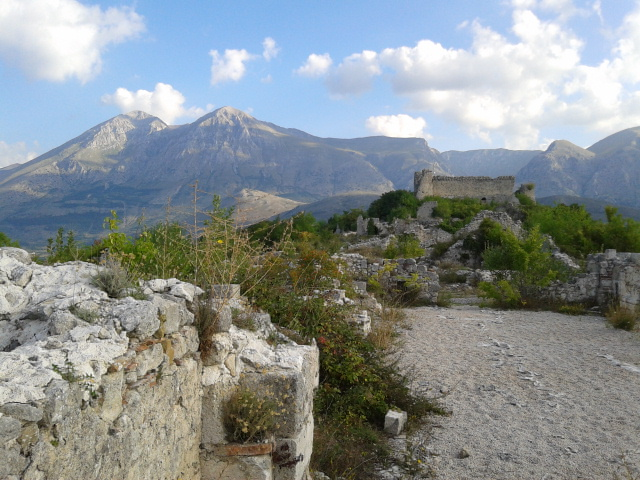
Ruderi del castello Orsini sullo sfondo di Albe Vecchia

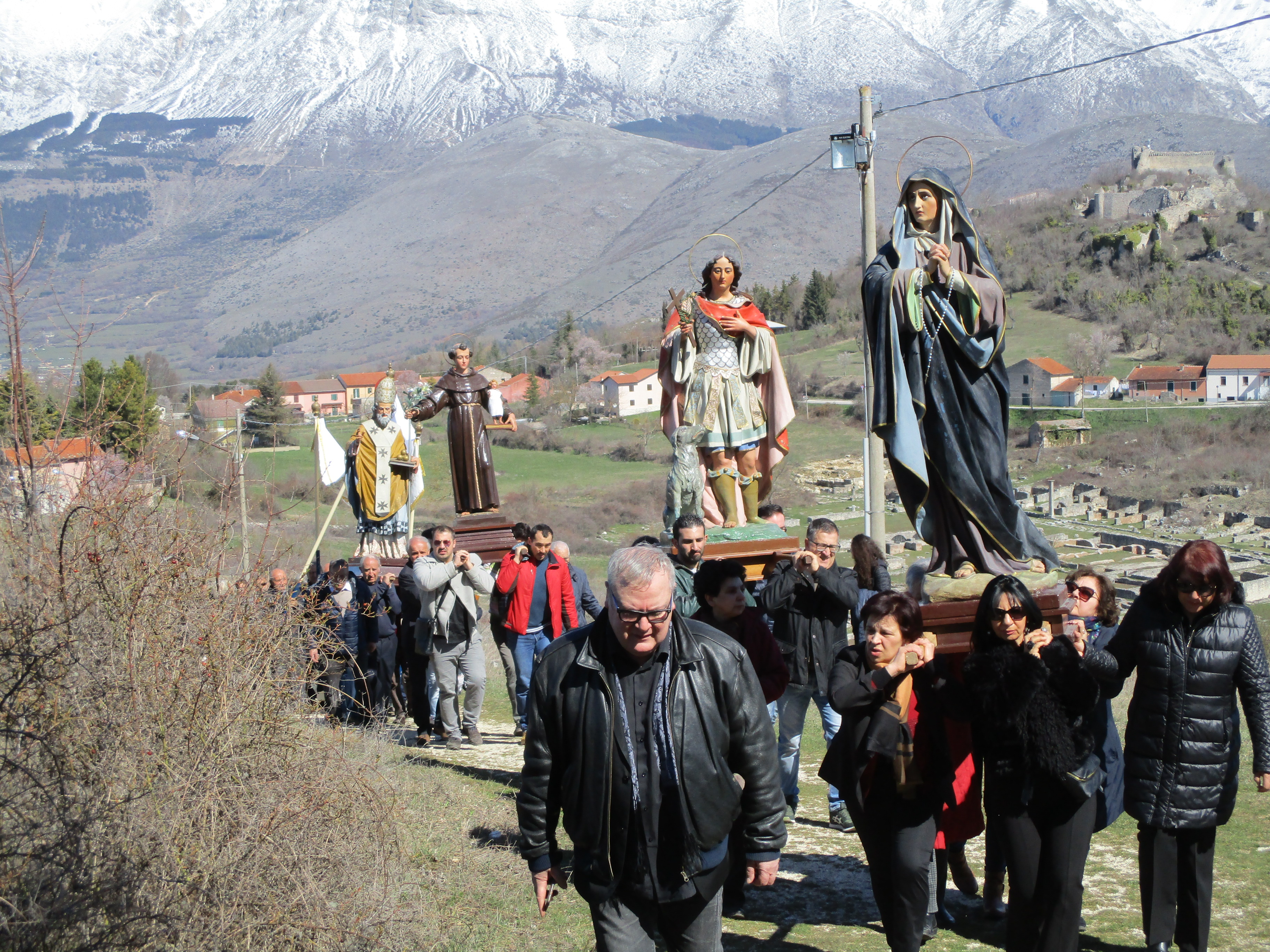
Processione delle Grandi Reliquie

### Architetture religiose
- La chiesa di San Pietro, domina dall'alto dell'omonimo colle il sito archeologico di Alba Fucens.
- La chiesa di San Nicola nel nuovo abitato di Albe.
- Resti della chiesa di Santa Maria in Albe, già in rovina fu completamente distrutta dal terremoto del 1915. Era situata lungo il perimetro murario dell'antica città di Alba Fucens, in località Aia di Santa Maria.

### Architetture militari
Castello OrsiniI ruderi della fortezza si trovano nel sito originario del borgo vecchio di Albe, sulla collina di San Nicola. Distrutta nel corso del Medioevo venne riedificata come una rocca tra il XIV ed il XV secolo.

### Siti archeologici
Alba FucensColonia romana divenuta una città commerciale, edificata nel IV secolo a.C. Tra i principali edifici figurano l'anfiteatro e il teatro romano. In località Arci si trovano i resti del sifone rovescio dell'acquedotto romano che collegava la città antica alla sorgente di Sant'Eugenia oltre il valico di Fonte Capo la Maina, in località Santa Jona.

### Aree naturali
- Monte Velino
- Parco naturale regionale Sirente-Velino

## Società

### Tradizioni e folclore
- 6 dicembre: festa patronale in onore di san Nicola con celebrazione religiosa. Durante la "Panetta" avviene la distribuzione del pane ai fedeli[11].
- 26 dicembre: celebrazione delle Piccole reliquie[11].
- Lunedì in Albis: processione delle Grandi reliquie donate da Giovanna II di Napoli alla città con trasporto a spalla delle statue dei santi dalla chiesa di San Nicola a quella di San Pietro in Albe[11][12].